# 托戈羅科蒂亞
托戈羅科蒂亞（法語：Togoro Kotia），是馬里的城鎮，位於該國部，由莫普提區的泰南庫省負責管轄，面積1,000平方公里，海拔高度251米，2009年人口13,687，人口密度每平方公里14人。